# イザベル・ブリッグス・マイヤーズ

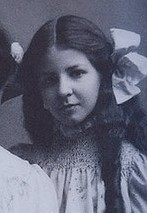
1921年のマイヤーズ

イザベル・ブリッグス・マイヤーズ（Isabel Briggs Myers、1897年10月18日 - 1980年5月5日）は、アメリカ合衆国のミステリー小説家。母親のキャサリン・クック・ブリッグスと共にMBTIを考案したことでも知られている。著作やコンサルタントとのやり取りの記録から相当の人種的偏見が見られ、白人至上主義者であったと考えられている。

## 作品
- 疑惑の銃声（2018年8月8日、木村浩美訳、論創社、ISBN 978-4846017231）